# 北海道道1062号力昼九重線

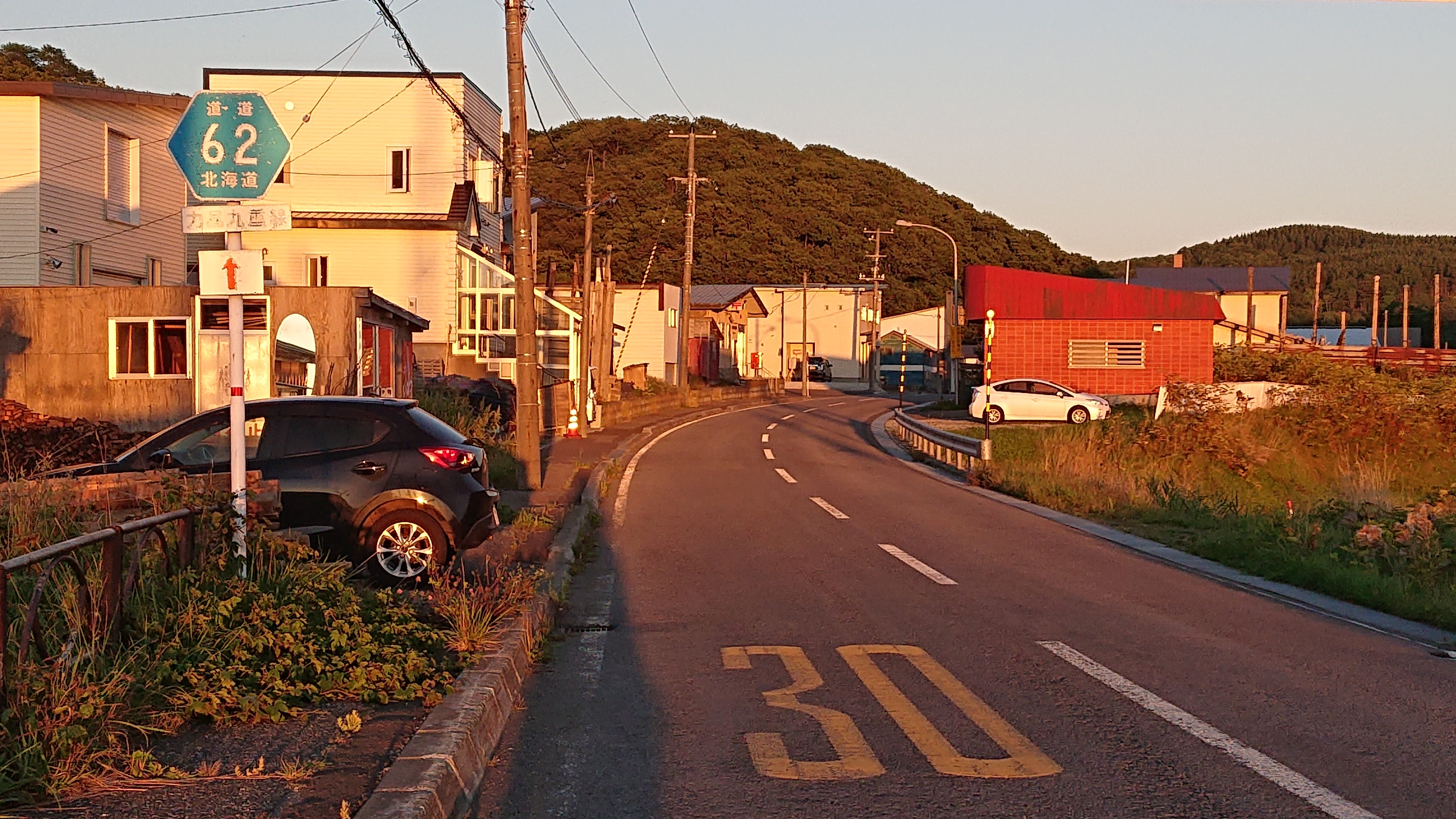
北海道道1062号力昼九重線（苫前町力昼）道道標識は千・百の位が省略されたもの

北海道道1062号力昼九重線（ほっかいどうどう1062ごう りきびるここのえせん）は、北海道苫前郡苫前町内を結ぶ一般道道（北海道道）である。

## 概要

### 路線データ
- 起点：北海道苫前郡苫前町字力昼（国道232号交点）
- 終点：北海道苫前郡苫前町字九重（北海道道1049号苫前小平線交点）
- 総延長：7.097 km
- 実延長：7.072 km
- 重用延長：0.025 km

### 道路管理者
- 留萌振興局 留萌建設管理部 羽幌出張所

## 歴史
- 1985年（昭和60年）3月30日 - 路線認定[1]。
- 2011年（平成23年）4月22日 - 羽幌線の廃線跡を転用した新ルートが供用開始[2]。通年通行が可能となる[3]。

## 路線状況

### 道路施設

#### 常設型ゲート
- 九重ゲート（苫前町字九重〔終点〕）

## 地理

### 通過する自治体
- 留萌振興局
  - 苫前郡苫前町

### 交差する道路
苫前町
- 国道232号 - 字力昼（起点）
- 北海道道1049号苫前小平線 - 字力昼（終点）